# Джером Клапка Джером
Джеро́м Кла́пка Джеро́м (англ. Jerome Klapka Jerome, 2 травня 1859 — 14 червня 1927) — англійський письменник і гуморист, відомий через роман-подорож «Троє у човні».
Серед найвідоміших творів письменника збірки есе Idle Thoughts of an Idle Fellow та Second Thoughts of an Idle Fellow, романи «Троє у човні» та «Троє на бумелі».

## Дитинство та юність
Джером Клапка Джером народився в Келдморі, в Англії, і в бідності переїхав в Лондон. Джером був четвертою дитиною Джерома Клаппа (Jerome Clapp) (який пізніше змінив ім'я на Джером Клапп Джером (Jerome Clapp Jerome)), ковалем та проповідником, який також мав інтерес до архітектури, і Маргарити Джонс (Marguerite Jones). Він мав двох сестер, Пауліну та Бландіну, і одного брата, Мільтона, який помер в ранньому віці. Джерома було зареєстровано за зміненим ім'ям його батька, як Jerome Clapp Jerome, а Klapka стало пізнішим варіантом (на честь угорського генерала Дьордя Клапки). Через невдале вкладення грошей в місцеву гірничодобувну промисловість сім'я страждала від бідності, і їх часто відвідували кредитори, що вимагали повернення боргів, досвід, який Джером дуже мальовничо описав в своїй автобіографії «Моє життя і мій час» My Life and Times (1926).
Молодий Джером хотів зайнятися політикою або стати інтелектуалом, але смерть батька, коли Джерому було 13 років, і матері в 15, примусили його покинути навчання і заробляти на життя. Він працював на London and North Western Railway, спочатку просто збираючи вугілля, що падало вздовж залізниці, протягом чотирьох років.

## Акторська кар'єра та ранні літературні роботи

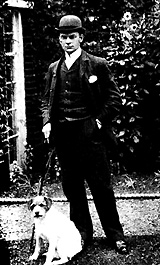
Джером К. Джером зі своїм фокс-тер'єром Джимом

В 1877, надиханий любов'ю старшої сестри Бландіни до театру, Джером вирішив спробувати бути актором, під сценічним псевдонімом Гарольд Кріштон. Він приєднався до трупи, яка мала жебрацький бюджет, і часто вимагала від акторів купувати власні костюми. Після трьох років вештання по дорогах без жодних натяків на успіх, 21-річний Джером вирішив, що з нього вистачить сценічного життя, і почав шукати іншої справи.
Він намагався стати журналістом, писати есе, сатиру і оповідання, але більшість цих його спроб були невдалими. Протягом наступних кількох років він був шкільним вчителем, пакувальником, клерком у адвоката. Нарешті, в 1885, він отримав певний успіх з На сцені й за лаштунками (англ. On the Stage — and Off), комічними мемуарами про свій досвід акторства в трупі. Наступна книга, Idle Thoughts of an Idle Fellow, збірка гумористичних есеїв, вийшла в 1886.
21 червня 1888 року Джером одружився з Georgina Elizabeth Henrietta Stanley Marris (a.k.a. Ettie), через дев'ять днів після її розлучення з першим чоловіком. Вона мала дочку з попереднього, п'ятирічного шлюбу, яку називали Elsie (її справжнім ім'ям було також Georgina). Медовий місяць молодята провели на Темзі "у маленькому човні, " і це мало помітний вплив на наступний, найважливіший твір Джеймса Троє в одному човні.

## Троє у човні і пізніша кар'єра
Джером почав писати Троє у човні одразу після повернення з медового місяця. В творі його дружину було замінено його давніми друзями George Wingrave (George) та Carl Hentschel (Harris). Це дозволило йому створити комічні (і не сентиментальні) ситуації, які були описані разом з історією регіону Темзи. Книга, опублікована в 1889, мала стабільний успіх і досі друкується. Її популярність була такою високою, що в наступний після публікації рік кількість зареєстрованих на Темзі човнів зросла на п'ятдесят відсотків, що вплинуло на перетворення Темзи на привабливу для туристів місцевість.
За перші 20 років було продано більше мільйона копій по всьому світу. За новелою було створено фільми, телесеріал і радіошоу, поставлено п'єси і навіть мюзикли. Стиль, яким було написано цей твір, сильно вплинув на багатьох гумористів і сатириків в Англії і по всьому світу.

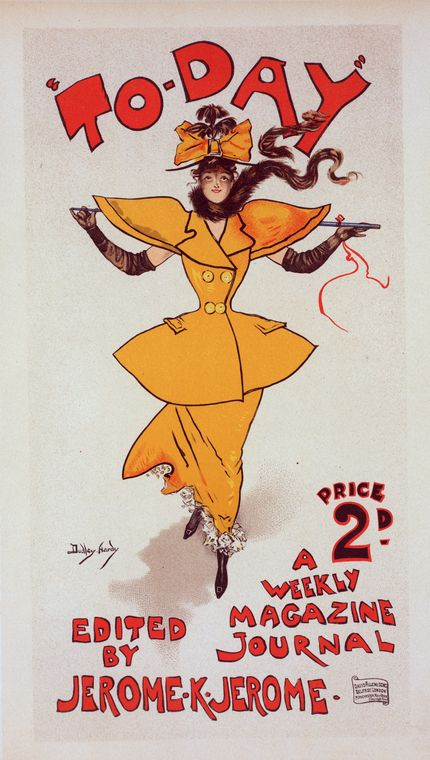
Обкладинка журналу To-day

Знаходячись у фінансовій безпеці завдяки успіху книги, Джером мав змогу приділити більше часу письменству. Він написав певну кількість п'єс, есеїв та повістей, але жодного разу не зміг повторити успіх Трьох у човні. В 1892 він був обраний Робертом Барром на посаду редактора журналу The Idler (після Редьярда Кіплінга). Журнал був ілюстрованим сатиричним щомісячником, який орієнтувався на джентльменів, котрі, за назвою журналу, поважали лінощі (idleness). У 1893 він заснував журнал To-Day, але повинен був відмовитися від обох видань через фінансові негаразди та звинувачення у наклепах.
У 1898, короткочасне відвідування Німеччини надихнуло Джерома на написання  Трьох на бумелі, сіквелу до Трьох у човні. Хоча в книзі було показано тих самих героїв під час закордонної велосипедної прогулянки, вона не змогла повторити успіх своєї попередниці і мала помірний успіх. У 1902 він опублікував повість Paul Kelver, яка вважається автобіографічною. Його п'єса 1908 The Passing of the Third Floor Back показала більш похмурого і релігійного Джерома. Вона мала величезний комерційний успіх, але була погано сприйнята критиками — Макс Бірбом описував її як «відштовхуюче тупу» та написану «письменником десятого сорту».

## Перша світова війна і останні роки життя
Джером добровільно захотів піти на війну, але через те, що йому було 56 років, Британська Армія відмовила йому в службі. Маючи велике бажання допомогти своїй країні хоч якось, Джером пішов служити водієм санітарної машини для французької армії. Реальність війни сильно вдарила по його силі духу, а пізніше до цього додався біль від втрати його прийомної дочки Елсі в 1921.
В 1926, Джером опублікував автобіографію, My Life and Times. Невдовзі після цього графство Walsall надало йому титул Freeman of the Borough. Протягом цих останніх років Джером провів більшість часу в своєму фермерському будинку у Евелме, біля Воллінгфорду.
В червні 1927, під час моторної прогулянки з Девона до Лондона через Челтенхам і Нортгемптон, Джером зазнав паралітичного удару і геморагічного інсульту. Він пролежав у Головній лікарні Нортгемптона два тижні і помер 14 червня. Його було кремовано в Golders Green, а прах поховано в церкві святої Марії в Евельмі, Оксфордшир. Elsie, Ettie і його сестра Blandina поховані поряд. Музей, присвячений його життю та творчості, діє зараз у будинку, де він народився, у Волсолі.

## Переклади українською

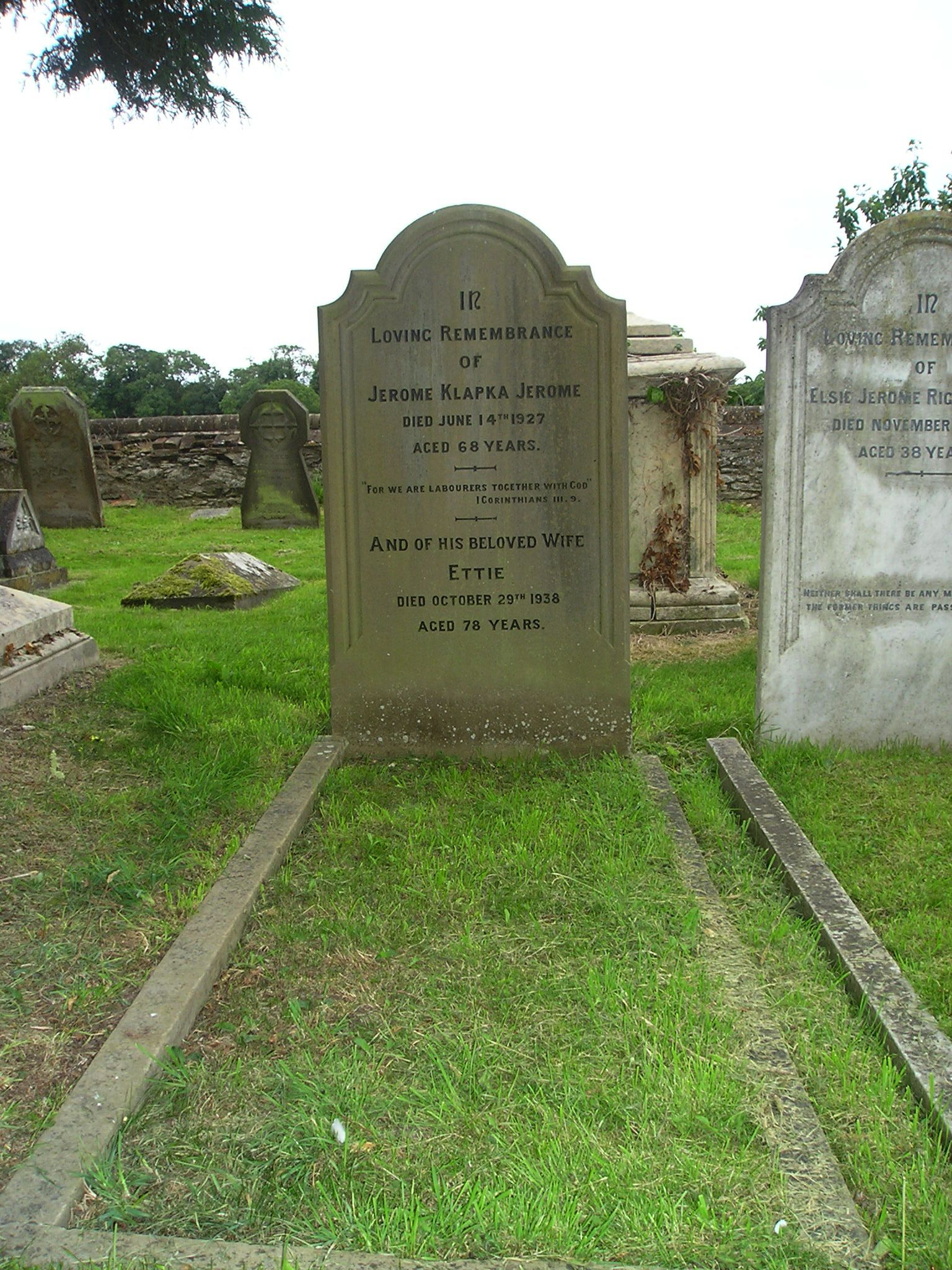
Могила Джерома К. Джерома в Евельмі

Джерома К. Джерома на українську перекладав Осип Маковей (1867—1925). У Львові в 1899 році було видано переклад Івана Петрушевича (1875—1947) «Три в однім човні (Крім пса)». Також перекладами Джерома займалися Володимир Гнатюк (1871—1926), Юрій Лісняк, Ростислав Доценко та Олекса Негребецький.
Вистави Джерома К. Джерома також перекладалися українською. Зокрема, вистава «Міс Гоббс» («Приборкувачка мужчин») бу перекладена у 1922 році М. Лотоцьким для українського народного театру товариства «Українська бесіда» О. Загаров.
- Джером Клапка Джером. Про пам’ять, марнославство і собак : вибрані есеї / пер. з анг. Ірина Карівець. — Тернопіль : Навчальна книга — Богдан, 2019. — 112 с. — ISBN 978-966-10-5983-1.
- Джером Клапка Джером. Ліниві думки одного нероби / пер. з анг. Ірина Карівець. — Тернопіль : Навчальна книга — Богдан, 2020. — 152 с. — ISBN 978-966-10-6076-9.

## Похідні роботи
У Максима Рильського є вірш «Троє в одному човні (не рахуючи собаки)»
Джером К. Джером
Прив'язано човен до темного коріння. 

Замокли сухарі, і цукор одмокрів. 

І згорбились тіла завзятих мандрівців: 

Од бурі гнеться так смутна лоза осіння. 

То, друзі, не біда! Розважність і терпіння, 

Та віскі шкляночка, та кілька гострих слів, — 

І хай Монморансі від холоду завив. 

Ми ж — вищим розумом озброєні створіння. 

У човен не взяли ми зайвої ваги: 

Оце — для голоду, ось трошки для жаги, 

Папуша тютюну, дві-три любимі книги… 

А наше — все круг нас: і води, і дерева, 

І переплески хвиль, і вогкість лісова, 

І хмари з синьої, прозорчастої криги. 

1925

## Цікаві факти
- Існує серія французьких графічних новел, що називається Jerome K. Jerome Bloche[fr].
- Джордж Вінгрейв описаний в «Троє в одному човні» як банківський клерк. Пізніше в своїй кар'єрі він став старшим менеджером в банку Barclays.
- Шлях, яким подорожували по Темзі персонажі Трьох в одному човні, було відтворено в документальному фільмі каналу BBC 2005 року трьома коміками Dara Ó Briain, Rory McGrath та Griff Rhys Jones.
- Джером мав дружні стосунки з Джеймсом Баррі, Гербертом Уеллсом, Редьярдом Кіплінгом, Артуром Конан-Дойлом, Томасом Гарді та Ізраелем Зангвіллем.
- У передмісті Уолсола Alumwell є вулиця Дорога Джерома (Jerome Road) названа на честь письменника.
- Троє в одному човні добре відомі в Індії, Пакистані, Україні та Росії, тому що уривки з книги були обов'язковим читанням у загальноосвітніх школах цих країн.[джерело?] [13]
- В романі Конні Вілліс про подорожі в часі Як не рахувати собаки (англ. To Say Nothing of the Dog) не надовго з'являються персонажі Троє в одному човні, якраз під час своєї подорожі по Темзі. В назві роману Конні Вілліс обігрується повна назва роману Джерома Троє в одному човні — Як не рахувати собаки!.